# Amityville: The Awakening
Amityville: The Awakening ist ein Horrorfilm aus dem Jahr 2017 von Franck Khalfoun.

## Inhalt
Die alleinerziehende Mutter Joan muss sich um die rebellische Belle, Juliet und um James kümmern. James leidet an einer schweren Krankheit und liegt im Koma. Da es in New York einen der besten Neurologie-Spezialisten gibt, möchte Joan mit ihren drei Kindern dort hinziehen. Doch schnell merken sie, dass etwas nicht stimmt. Die Familie sieht im Haus gruselige Gestalten und Phänomene. In der Schule erfährt Belle, dass 1974 in ihrem Haus ein Massaker verübt wurde.

## Produktion
In den Hauptrollen sind Jennifer Jason Leigh und Bella Thorne zu sehen. Weitere Rollen übernahmen Thomas Mann, Taylor Spreitler und Cameron Monaghan.
Die Dreharbeiten begannen im Mai 2015. Die Nachdrehs begannen im Februar 2016. Die Veröffentlichung des Films wurde zunächst auf Ende 2016, und dann auf Anfang 2017 verschoben.

## Veröffentlichung
Der Film sollte am 1. April 2016 veröffentlicht werden, wurde jedoch aufgrund von Testvorführungsreaktionen und angesichts des Veröffentlichungsdatums vom 6. Januar 2017 verzögert. Am 16. Dezember 2016, nur wenige Wochen vor dem Veröffentlichungsdatum des Films am 6. Januar, wurde der Film erneut verschoben, diesmal auf den 30. Juni 2017. Schließlich wurde der Film auch von dort verzögert. Im September 2017 wurde angekündigt, dass er am 28. Oktober 2017 in ausgewählten Kinos in den USA und vom 12. Oktober bis 8. November 2017 kostenlos bei Google Play veröffentlicht wird.
Der Film wurde am 14. November 2017 auf DVD, Blu-ray and Digital HD veröffentlicht.

### Einspielergebnisse
Trotz der Verzögerungen in den USA startete der Film am 20. Juli 2017 in der Ukraine und in Mittelamerika in den Kinos, wo er 580.466 US-Dollar auf 830 Leinwänden einspielte. Der Film wurde am 2. August 2017 auf den Philippinen veröffentlicht.
Der Film startete in den USA mit einer limitierten Veröffentlichung am 28. Oktober 2017. In zehn Kinos spielte er am Eröffnungswochenende nur 742 US-Dollar ein und belegte den 60. Platz an der Abendkasse.

## Rezeption
Bei Rotten Tomatoes hat der Film eine Bewertung von 30 % basierend auf 20 Rezensionen und eine durchschnittliche Bewertung von 3,86/10. Bei Metacritic hat der Film eine durchschnittliche Punktzahl von 42 von 100, basierend auf 4 Kritikern, was auf „gemischte oder durchschnittliche Rezensionen“ hinweist.

### Heimveröffentlichung
Der Film erschien am 14. November 2017 auf DVD und Blu-ray.